# Bromus arvensis
La espiguilla  (Bromus arvensis) es una especie fanerógama perteneciente a la familia de las gramíneas (Poaceae). Especie cosmopolita, se distribuye por Rusia, Norte de África, Suroeste de Asia, Europa, introducido en América.

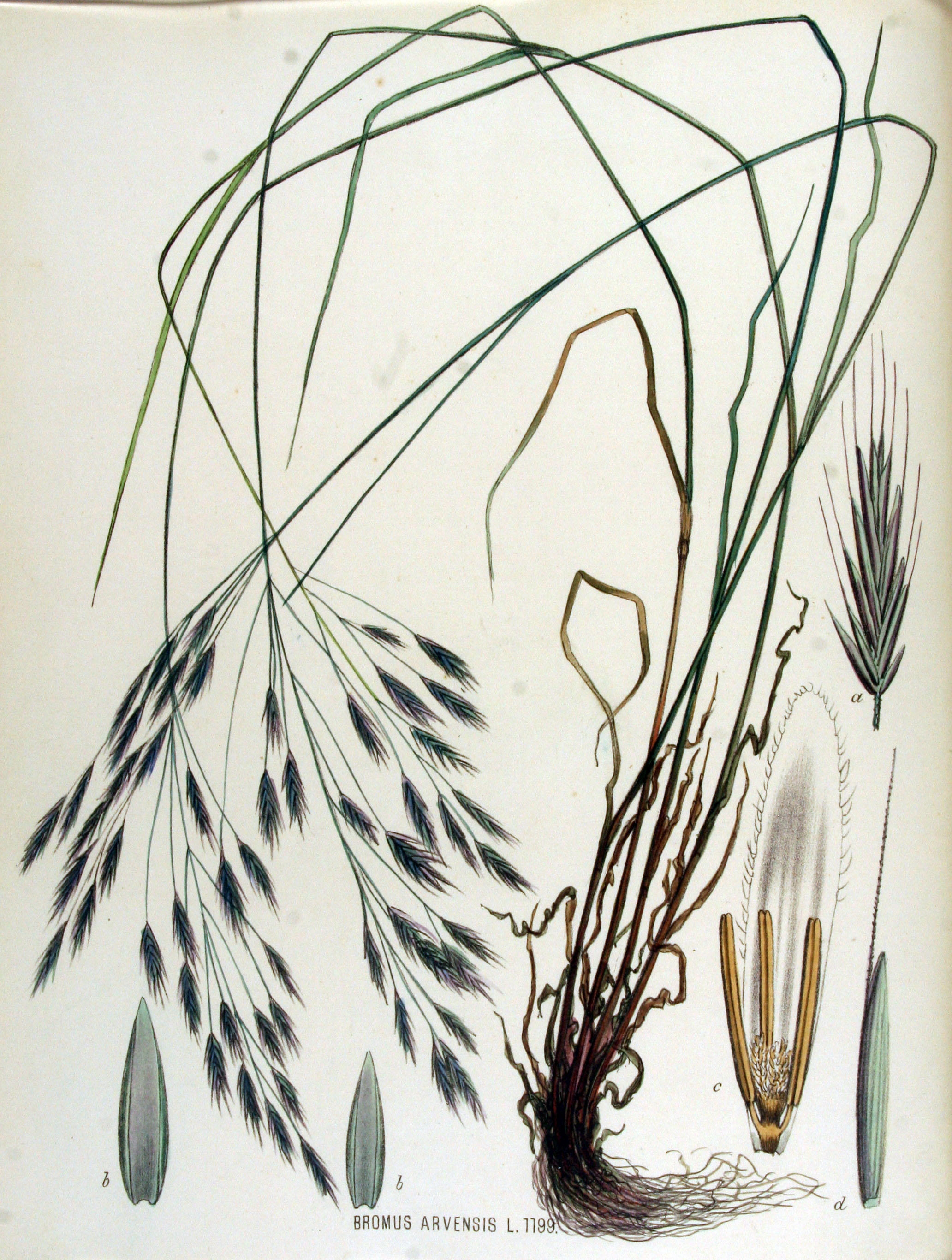
Ilustración

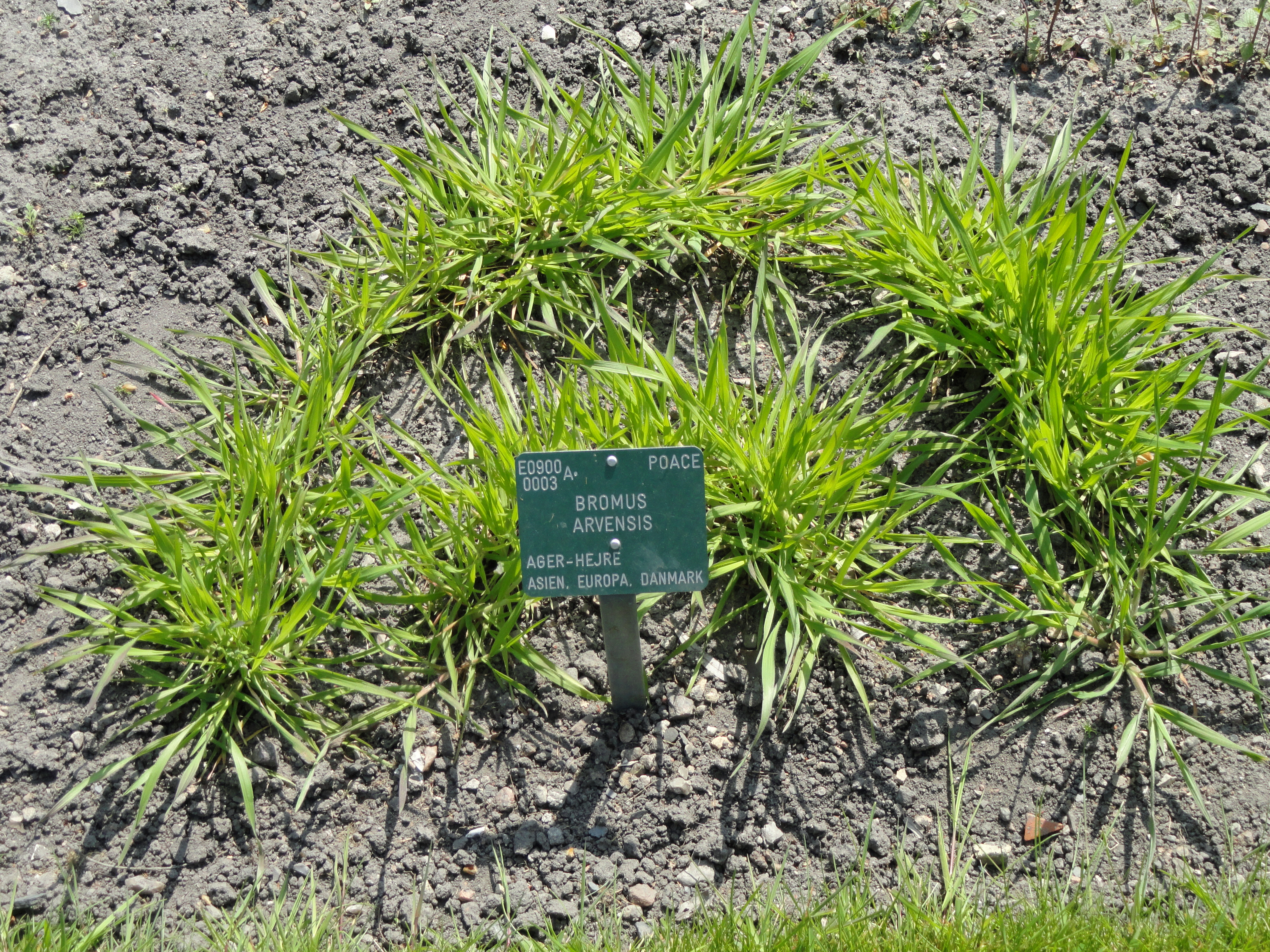
Detalle de la planta

## Descripción
Hierba alta, de 90 cm, derecha, perenne, panícula o conjunto superior de espiguillas, abierta, espigas con un largo y fino pedúnculo, muy áspero, no están colgantes, forma una macolla o mata muy espesa en su base. Se reconoce fácilmente y se distingue de otras gramíneas por sus espigas derechas, apretadas, formadas por varias espiguillas o flores imbricadas o entrelazadas en dos carreras, aplanadas, y de forma oblonga, ensiforme o lanceolada, sin vello.
Las flores superiores con aristas o argañas de 10-12 mm, de longitud, inclinadas hacia lo alto en ángulo muy agudo respecto a la espiguilla. Las glumas, que son las dos hojitas inferiores de la espiga, sin argaña o arista, desiguales y con nervios. Las lemas de las espiguillas inferiores con aristas más cortas, todas con nervios, teñidas de color púrpura parduzco miradas de canto, vistas de frente, de color verde calro, el margen blanquecino y con dos puntitas.

## Distribución y hábitat
En España en Castilla y León. Crece en regueros, prados y márgenes húmedos. Forma una gran macolla con raíces, hojas y tallos, causa por la que estropea los prados y los céspedes. De tierna constituye un buen pasto para el ganado, pero cuando madura, se vuelve muy dura y permanece largo tiempo sin ser tocada. Florece a final de primavera.

## Taxonomía
Bromus arvensis fue descrita por Carlos Linneo y publicado en Species Plantarum 1: 77. 1753.
Etimología
Bromus: nombre genérico que deriva del griego bromos = (avena), o de broma = (alimento).
arvensis: epíteto latino que significa "de cultivo en el campo".
Citología
Número de cromosomas de Bromus arvensis (Fam. Gramineae) y táxones infraespecíficos: 2n=14
Sinonimia
- Bromus billotii Sch.Bip.
- Bromus erectus var. arvensis (L.) Huds.
- Bromus fragilis Schur
- Bromus hyalinus Schur
- Bromus mollissimus Hornem.
- Bromus multiflorus Weigel
- Bromus phragmitoides Nyár.
- Bromus polymorphus Steud.
- Bromus polystachyus Steud.
- Bromus secalinus subsp. billotii (F.J.Schulz) Asch. & Graebn.
- Bromus spiculitenuata Knapp
- Bromus splendens Velen.
- Bromus squarrosus var. cyrii (Trin.) Griseb.
- Bromus ventolana Schleich. ex Steud.
- Bromus versicolor Pollich
- Bromus verticillatus Cav.
- Forasaccus arvensis (L.) Bubani
- Serrafalcus arvensis (L.) Godr.
- Serrafalcus arvensis var. pilosus Husn.
- Serrafalcus billotii (F.W.Schultz) Rouy
- Serrafalcus duvalii Rouy
- Serrafalcus verticillatus (Cav.) Amo[6][7]